# DSPACE (Complexitat)
En teoria de la complexitat, la classe de complexitat DSPACE(f(n)) o SPACE(f(n)) és el conjunt dels problemes de decisió que poden ser resolts amb una màquina de Turing determinista en espai O(f(n)) i temps il·limitat. Es la contrapartida determinista de la classe NSPACE.
Diverses classe de complexitat es defineixen en funció de DSPACE:
- REG = DSPACE(O(1)).
- L = DSPACE(O(log n))
- PSPACE = {\displaystyle {\displaystyle \bigcup _{k\in \mathbb {N} }{\mathsf {DSPACE}}(n^{k})}}
- EXPSPACE = {\displaystyle {\displaystyle \bigcup _{k\in \mathbb {N} }{\mathsf {DSPACE}}(2^{n^{k}})}}

## Relació amb d'altres classes
DSPACE és la contrapart determinística de NSPACE, la classe en espai de memòria amb màquines de Turing no determinista. Pel teorema de Savitch, es te:
{\displaystyle {\displaystyle {\mathsf {DSPACE}}[s(n)]\subseteq {\mathsf {NSPACE}}[s(n)]\subseteq {\mathsf {DSPACE}}[(s(n))^{2}]}}
NTIME està relacionada amb DSPACE de la següent manera: sigui t(n) una funció construïble, es te:
{\displaystyle {\displaystyle {\mathsf {NTIME}}(t(n))\subseteq {\mathsf {DSPACE}}(t(n))}}